# 蔡姬
蔡姬，春秋时期蔡国人，蔡哀侯的女儿，嫁给齐桓公为第三任继室夫人。
齐桓公有三位夫人：王姬，徐嬴，蔡姬，都没有儿子。他的儿子都是妾室所生。前657年（周惠王二十年、鲁僖公三年、齐桓公二十九年、蔡穆侯十八年）四月，齐桓公和蔡姬在园中乘船游览，蔡姬故意摇船，让齐桓公摇晃。齐桓公害怕，脸色都变了，叫她不要摇，蔡姬不听。齐桓公很生气，把她送回蔡国，但没有断绝婚姻。而蔡国却将蔡姬改嫁。前656年（周惠王二十一年、鲁僖公四年、齐桓公三十年、宋桓公二十六年、楚成王十六年、卫文公四年、陈宣公三十七年、蔡穆侯十九年、曹昭公六年、郑文公十七年）正月，齐桓公率军联合鲁僖公、宋桓公、陈宣公、卫文公、郑文公，許僖公、曹昭公以蔡姬改嫁为由侵蔡。蔡国战败，再伐楚国，抵达陘地。引起齐楚召陵之会。